# مسالچا
مسالچا (به اسپانیایی: Mezalocha) یک دهستان در اسپانیا است که در استان ساراگوسا واقع شده‌است. مسالچا ۶۰ کیلومتر مربع مساحت و ۲۸۵ نفر جمعیت دارد و ۴۸۴ متر بالاتر از سطح دریا واقع شده‌است.